# Christian Ritter
Christian Ritter (ca. 1645-1650 - na 1725) was een Duits componist en organist uit de tijd van de barok.
Ritter kwam uit Saksen en genoot waarschijnlijk zijn opleiding als leerling bij Heinrich Schütz. In Stockholm en Dresden bracht hij het tot Vice-Kapelmeester.
Verder werkte Ritter in Halle en in Hamburg.
Hij schreef 22 motetten, Te Deum voor dubbel koor, cantates waaronder O, amantissime sponse Jesu (O, allerliefste bruidegom, Jezus) voor sopraan en strijkers en instrumentale stukken.
- Bibliothèque nationale de France: cb14827180z (data)
- Gemeinsame Normdatei: 12946094X
- International Standard Name Identifier: 0000 0000 8378 1236
- Library of Congress Control Number: n82101428
- Nationale Bibliotheek van Letland: 000051005
- MusicBrainz: 9af2291b-3416-4c0e-8665-7af668a5113f
- Nationale Bibliotheek van Tsjechië: xx0104152
- Nationale bibliotheek van Australië: 35521539
- Nationale Bibliotheek van Israël: 987007304073405171
- Nationale Bibliotheek van Polen: a0000002701074
- Nederlandse Thesaurus van Auteursnamen: 067577083
- SNAC: w6zp5295
- Système universitaire de documentation: 191078131
- Trove: 983084
- Virtual International Authority File: 44567399
- WorldCat: E39PBJfGVbQr9CxFCK7tY3DQbd